# Begonia schlumbergeriana
Espèce
Begonia schlumbergeriana est une espèce de plantes de la famille des Begoniaceae.
L'espèce fait partie de la section Pritzelia.
Elle a été décrite en 1858 par Charles Lemaire (1801-1871).

## Répartition géographique
Cette espèce est originaire du pays suivant : Brésil.